# Clancy of the Mounted
Clancy of the Mounted is een Amerikaanse speelfilm uit 1933, geregisseerd door Ray Taylor. De film is gebaseerd op het non-fictieboek Clancy of the Mounted Police (1909) van Robert W. Service.

## Rolverdeling
| Acteur            | Personage           |
| ----------------- | ------------------- |
| Tom Tyler         | Sergeant Tom Clancy |
| Jacqueline Wells  | Ann Laurie          |
| William Desmond   | Dave Moran          |
| Francis Ford      | Inspecteur Cabot    |
| Tom London        | Constable McGregor  |
| Edmund Cobb       | Constable McIntosh  |
| William L. Thorne | "Black" McDougal    |
| Rosalie Roy       | Maureen Clancy      |
| Earl McCarthy     | Steve               |
| Iron Eyes Cody    | Indian              |
| Steve Clemente    | Patouche            |
| Frank Lackteen    | Wolf Fang           |
| Leon Beauman      | Pierre LaRue        |